# Associació de Dones Àrabs de Palestina
L'Associació de Dones Àrabs de Palestina (àrab: جمعية النساء العربيات, Jamʿiyyat an-Nisāʾ al-ʿArabiyyāt) fou una de les principals organitzacions de dones durant el Mandat Britànic. Es fundà a Jerusalem el 26 d'octubre de 1929 durant el Primer Congrés de Dones Àrabs Palestines. Els seus objectius eren millorar la situació de les palestines i donar suport a la lluita nacionalista.

## Context
Durant 1920-1930, les dones pertanyents a les classes mitjanes i altes urbanes, gràcies a l'educació i a la incorporació al món laboral, començaren a participar en la vida política, econòmica i cultural palestina.
La difícil situació política de Palestina les afectava directament i s'organitzaren per protestar contra el govern britànic. A causa de la crisi generada pel Mandat Britànic i la creixent immigració jueva fomentada per aquest, les associacions de dones estigueren molt vinculades a l'activisme nacionalista.
Durant els anys 20, es constituïren associacions liderades per l'elit femenina urbana. Al principi, algunes d'aquestes associacions es dedicaven sobretot a accions socials i caritatives; després, però, s'involucraren en la qüestió nacional palestina i recolzaren al moviment polític que reclamava la fi del Mandat Britànic i el fre de la immigració jueva. Participaven en manifestacions, realitzaven peticions al govern britànic i feien campanyes en altres estats àrabs cercant-hi suport. Moltes integrants d'aquestes associacions pertanyien a grans famílies implicades en el moviment independentista palestí, com els Husseini, Khalidi i Nashashibi, cosa que simbolitza el fort vincle entre tots dos col·lectius.
Feren accions caritatives aquestes associacions, però els seus integrants també participaven en educació política, amb conferències i discursos o escrivint en diaris sobre la situació política a Palestina i la lluita de les dones.

## Primer Congrés de Dones Àrabs Palestines

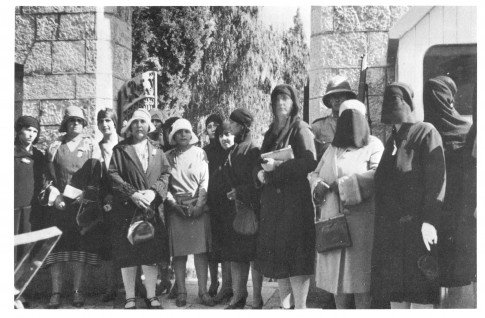
Delegació de dones del Congrés de Dones Àrabs Palestines que visità l'Alt Comissari Britànic, a l'octubre de 1929

A la fi d'octubre de 1929 moltes dones s'organitzaren arran dels disturbis del Mur de les Lamentacions. Aquests avalots esclataren a l'agost d'aquest mateix any, per la disputa sobre la possessió de la paret oest (considerat un lloc sagrat pels jueus) del Haram al-Sharif, on hi ha la Cúpula de la Roca i la mesquita del-Aqsa (dos dels llocs de culte més importants per als musulmans). Hi moriren 133 jueus i 166 àrabs. Foren arrestades unes 1.300 persones, la major part àrabs, i fins i tot es pronunciaren sentències de mort. Aquest fet tingué una gran repercussió en la societat Palestina i la tensió hi augmentà. Davant aquesta escalada de violència, les dones decidiren actuar, i un grup s'aplegà en el Congrés de Dones Àrabs Palestines, realitzat a casa de Tarab Abd al-Hadi. Hi assistiren unes 200 representants, musulmanes i cristianes, de diferents ciutats. La reunió es considera la primera vegada en què les dones participaven públicament en l'àmbit polític.
Durant el Congrés, s'adoptàren aquestes resolucions: aconseguir l'anul·lació de la declaració Balfour, comprometre's amb l'establiment d'un govern palestí i fomentar el desenvolupament de la indústria i l'economia palestina. Es formà una delegació amb dones cristianes i musulmanes (entre les quals, Tarab Abd al-Hadi i la cristiana Matiel Mogannam, representants d'aquest moviment) per visitar l'Alt Comissari Britànic, John Chancellor, i exposar-li aquestes resolucions. Li presentaren una sèrie de peticions que havia de mostrar al govern de Londres en què protestaven contra la declaració de Balfour, la immigració sionista, l'aplicació de l'Ordenança de Càstig Col·lectiu i el maltractament als presoners polítics palestins. Un detall d'aquest episodi és que anaren a la reunió sense vel. Després de la trobada, passaren per diferents consolats estrangers per presentar còpies d'aquestes peticions.

## L'Associació de Dones Àrabs Palestines

### Inicis

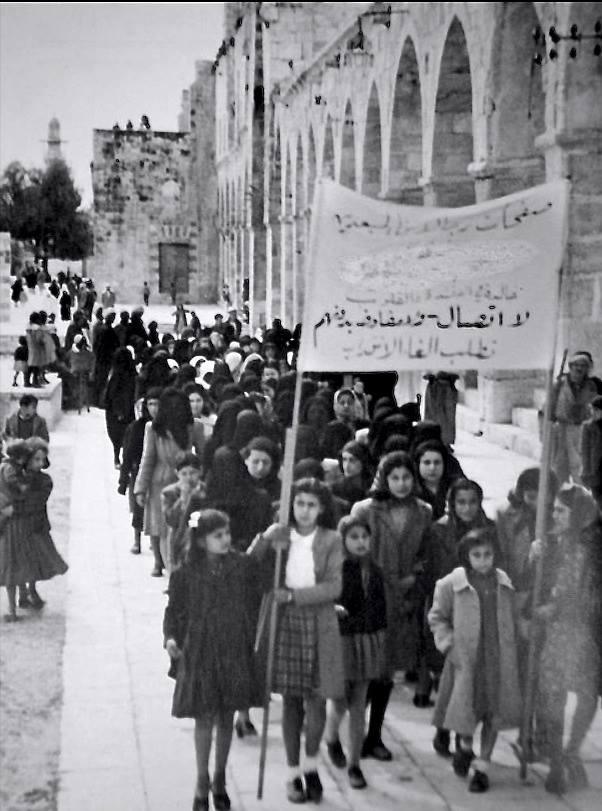
Protesta de dones palestines contra el Mandat Britànic. Jerusalem, 1930

Al Congrés de Dones Àrabs Palestines, es decidí crear un Comité Executiu, format per catorze dones, esposes o familiars de líders independentistes àrabs. La seua funció era organitzar el moviment de dones a Palestina durant el Mandat Britànic. Entre els membres hi havia Matiel Mogannam, Khadia Husseini, Melia Sakakini o Tarab Abd al-Hadi. A partir d'aquest Comité, es formà a Jerusalem l'Associació de Dones Àrabs Palestines, l'associació de dones més important d'aquesta època a Palestina. A més de donar suport a la lluita independentista i aplicar les resolucions preses al Congrés, el seu objectiu era millorar la situació de les dones àrabs palestines. Els seus integrants participaven en les manifestacions contra el govern britànic i donaven suport als familiars dels presos polítics, sobretot després de la revolta de 1936, en què esclatà la tensió que s'havia anat acreixent en els anys anteriors, i es concretà en una enorme vaga per part dels palestins i en episodis de violència entre comunitats. Es formaren diverses seccions de l'Associació en algunes ciutats, com Haifa, Ramallah, Nablus, Gaza, Acre o Jaffa.
En els primers anys, la principal estratègia que seguien era l'ús de la paraula escrita. Enviaven telegrames sol·licitant suport des de l'estranger, sobretot a altres organitzacions de dones de l'orient àrab. També feien informes sobre els problemes més urgents de Palestina, com els imposts, les dificultats de la pagesia, la discriminació als palestins en el funcionariat i l'educació o la difícil situació dels presoners polítics.

### Intensificació de l'activitat
A partir de la dècada de 1930, augmenta la tensió política a Palestina i la societat es radicalitza. Les protestes s'hi tornaren més intenses. L'activitat militant de l'Associació cresqué, car anava evolucionant amb els esdeveniments polítics cap a tàctiques més combatives. Les dones col·laboraven en el boicot als béns no palestins i recaptaven diners per comprar armes, venent-se les joies o fins i tot donant els seus fons privats.
Les integrants de l'Associació tenien contacte amb altres àrabs activistes, com l'egípcia Huda Sha’arawi, i amb organitzacions de dones, principalment de Síria, Líban i l'Iraq. Al 1938 es feu una conferència al Caire dirigida per Huda Sha’arawi: la Conferència de Dones Orientals en defensa de Palestina. Hi assistiren dones procedents de l'Iraq, Iran, Síria, Líban, Palestina i Egipte. S'hi tractaren temes relacionats amb la situació política de Palestina. Acordaren la creació de Comitès de Dones per a la Defensa de Palestina als diferents estats, coordinats pel comitè egipci, per garantir l'aplicació de les resolucions preses, entre les quals hi havia l'abolició del mandat britànic, l'anul·lació de la declaració Balfour, el fre de la immigració sionista i la prohibició de venda de terres als jueus (resolucions semblants a les preses pel Congrés de Dones Palestines al 1929).
Després d'aquesta conferència, l'Associació es dividí en dos grups, per motius polítics i qüestions d'acció. Després de la revolta àrab de 1936, la crisi política s'havia intensificat, i les associacions de dones se'n replantejaren l'activitat. Una secció considerava que l'activitat política seria temporal, mentre que l'altra l'estava convençuda de la necessitat de continuar amb un activisme ferm. Una en mantingué el mateix nom i se centrà principalment en l'acció social. L'altra, que adoptà el nom d'Unió de Dones Àrabs, passà a ser una «organització més política i feminista». Així i tot, la cooperació entre ambdues es mantingué.